# إريك ينسن (منافس ألعاب قوى)
إريك ينسن (بالدنماركية: Erik Sidenius Jensen)‏ هو منافس ألعاب قوى دنماركي، ولد في 4 يونيو 1962.

## روابط خارجية
- إريك جنسن على موقع الاتحاد الدولي لألعاب القوى (الإنجليزية)
- إريك جنسن على موقع أوليمبيديا (الإنجليزية)